# Panticeu (gmina)
Panticeu – gmina w Rumunii, w okręgu Kluż. Obejmuje miejscowości Cătălina, Cubleșu Someșan, Dârja, Panticeu i Sărata. W 2011 roku liczyła 1844 mieszkańców.